# زبان‌های بریتونی

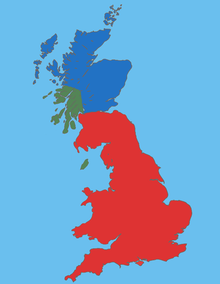
بریتانیای کبیر و جزایر مجاور آن در سده ۵ پس از میلاد، قبل از تهاجم و متعاقب آن اسکان آنگلو-ساکسون‌ها در بریتانیا قرمز: محدوده زبان‌های بریتونی آبی: محدوده زبان پیکتی سبز: محدوده زبان‌های گیلیک‌تبار

زبان‌های بریتونی یکی از دو شاخهٔ خانوادهٔ زبان‌های سلتیک جزیره‌ای است. شاخهٔ دیگر گائلیک نام دارد. نام بریتونی به پیشنهاد جان ریس-سلت‌شناس ولزی- و از روی نام بریتون‌ها - که مردمانی بودند متفاوت با آنگلوساکسون‌ها و گائل‌ها بودند- برساخته شده‌است.
زبان‌های بریتونی از زبان بریتانیایی مشتق شده‌اند که در دورهٔ بریتانیای روم در خور فورث و همزمان با عصر آهن این زبان رواج داشته‌است. در سده‌های چهارم و پنجم میلادی مهاجرت برتون‌ها به اروپای قاره‌ای سبب گسترش این زبان بدین بخش از اروپا هم گردید. برجسته‌ترین سرزمینی که کوچندگان برتونی‌زبان را به خود پذیرفت برتانی در فرانسهٔ کنونی بود. در سال‌های پس از آن زبان بریتون‌ها به چند زبان دیگر تجزیه‌شد: ولزی، کورنی، برتون و زبان کامبریایی.